# فروده بيركلاند
فروده بيركلاند (بالنرويجية البوكمول: Frode Birkeland)‏ هو لاعب كرة قدم نرويجي، ولد في 25 يناير 1972. لعب مع نادي لين.